# Dolmen de la Motte de la Jacquille

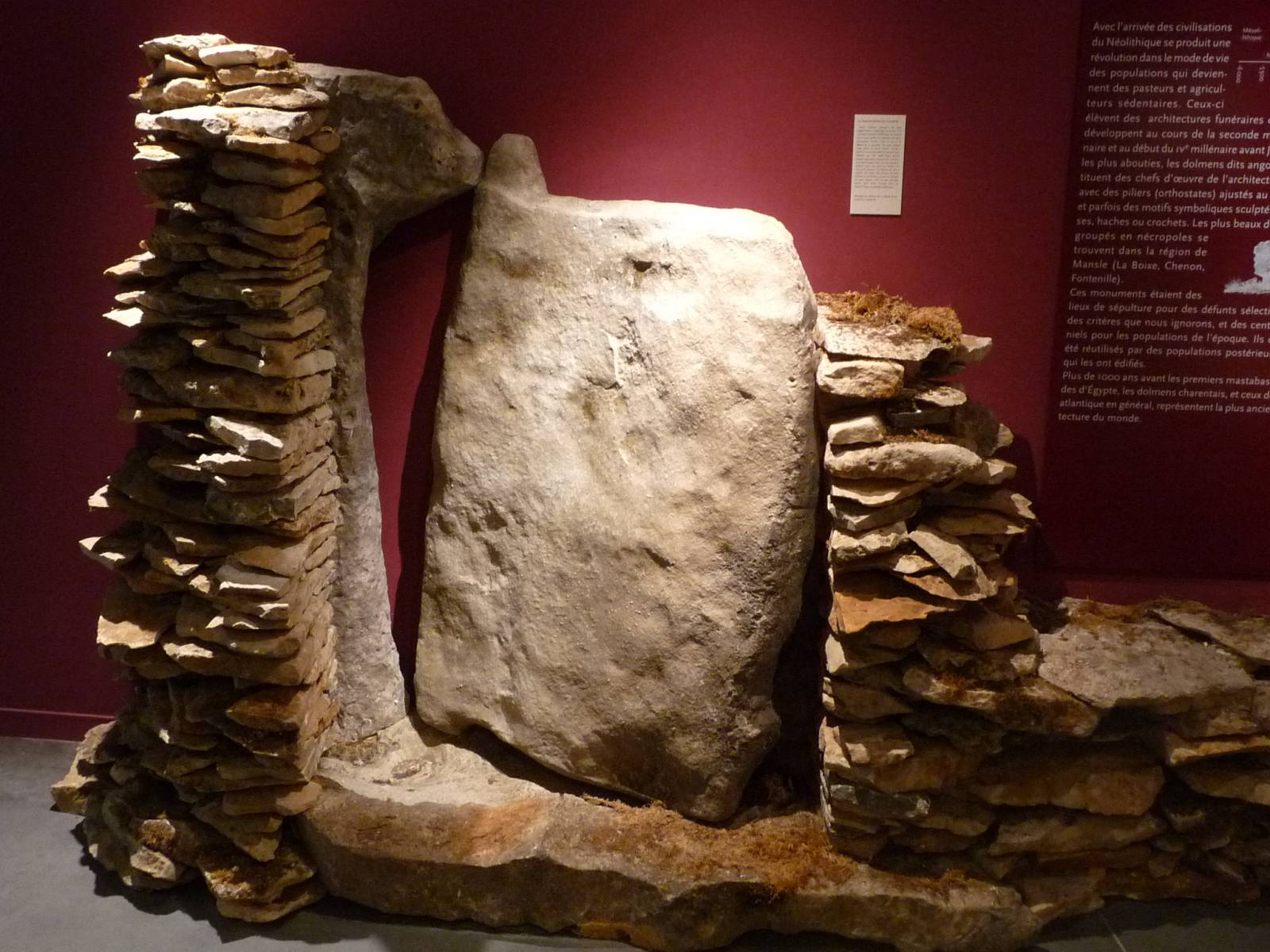
Schwenkbarer Türstein mit linksseitigen Zapfen

Der Dolmen de la Motte de la Jacquille,  (auch Tumulus von Chateaurenaud genannt), auf dem Gebiet der Gemeinde Fontenille im Norden des Angoumois ist ein Megalithgrab. Es befindet sich auf einer weithin sichtbaren Anhöhe. Der Grabhügel (Tumulus) ist noch in großen Teilen erhalten. Daher wird die Anlage auch als tumulus de la Motte de la Jacquille bezeichnet, wobei (franz.) „Motte“ Bezug auf den Hügel nimmt. Die Anlage liegt auf 112,30 m NN. Eine Teilrekonstruktion des Grabeingangs befindet sich im Musée d’Angoulême. Der Dolmen ist seit 1991 als Monument historique eingetragen.
Dolmen ist in Frankreich der Oberbegriff für neolithische Megalithanlagen aller Art (siehe: Französische Nomenklatur).

## Entdeckungsgeschichte
Die Anhöhe wurde während der deutschen Besatzung Frankreichs als Ausguck benutzt. Vielleicht diente er schon früher diesem Zweck, wie der Fund einer römischen Kupfermünze der Diva Faustina nahelegt. Auf dem Hügel finden sich ferner die Spuren zahlreicher moderner Feuerstellen.
Der Dolmen wurde 1848 vom Abbé Michon untersucht; weitere Grabungen folgten in den Jahren 1862, 1865, 1881, 1899 und 1976; die gewonnenen Erkenntnisse wurden jeweils in äußerst kurzen Berichten veröffentlicht. Auch Schatzsucher machten sich an dem Bau zu schaffen. Eine Ausgrabung in den Jahren 1981/82 durch Edmond Gauron brachte Skelettreste, Keramik der endneolithischen Artenac-Gruppe und bearbeiteter Feuerstein, darunter Klingen, Kratzer, Querschneider und gestielte Pfeilspitzen ans Tageslicht.

## Hintergrund
Die Menschen der mittleren Jungsteinzeit (etwa 3500–2900 v. Chr.) bewohnten die Flusstäler und Lichtungen Südwestfrankreichs. Einige ihrer Toten setzten sie in Großsteingräbern bei, die – oft in exponierter Lage auf einem Hügel – von einem Tumulus aus kleinen Steinen und Erde bedeckt waren. Manchmal wurden die Zugänge dieser Grabbauten blockiert, blieben jedoch in der Regel für weitere Bestattungen zugänglich.

## Architektur
Das Ganggrab hat einen Gang aus größeren und kleineren Steinen. Die Wände der rechteckigen Grabkammer waren von elf Orthostaten aus Kalkstein gebildet. Sie sind maximal 1,90 bis 1,5 m hoch, bis zu 2,25 m breit, mit einer Dicke zwischen 0,12 und 0,2 m. Der Deckstein der Kammer fehlt, so lag der Grabraum lange Zeit unter freiem Himmel. Die Grabkammer war durch einen beidseitig glatt behauenen, beweglichen monolithischen Türstein mit seitlichen – im Schwellenstein und im Türsturz verankerten – Zapfen verschlossen. Diese ca. 0,85 m breite, ca. 1,10 m hohe, 0,15 m dicke und ca. 250 kg schwere Steintür konnte wahrscheinlich nur gemeinsam von zwei oder drei Menschen geöffnet werden. Über dem Megalithgrab befindet sich ein Tumulus mit ca. 31 m Durchmesser und einer erhaltenen Höhe von 2,80 m.
In der Kammer wurden Skelettreste gefunden, die insgesamt 24 Personen zugeordnet werden konnten; außerdem fand man einige wenige Keramikscherben, Feuersteinartefakte und Schmuckperlen.

## Datierung
Aufgrund der exakten Steinbearbeitung des Türsteins und der seitlichen Orthostaten der Grabkammer wird die Anlage in die Zeit zwischen 3500 und 2900 v. Chr. datiert.
Die Artenac-Gruppe wird gewöhnlich zwischen 3000/2900 und 2100/1750 v. Chr. datiert. Die gestielten Pfeilspitzen sind typisch für das Chalkolithikum und die Frühbronzezeit, die Querschneider für das ältere Mittelneolithikum, insbesondere das Chasseen. Ob die im Zugangsbereich gefundenen Pfeilspitzen älter, zeitgleich oder jünger sind als der Dolmen und die anderen Funde, ist nicht geklärt.

## Nahegelegene Fundorte
- Auf dem Gemeindegebiet von Fontenille befinden sich auch die beiden Dolmen von Pérotte.